# Jezero Hazna
Jezero Hazna är en sjö i Bosnien och Hercegovina.  Den ligger i entiteten Federationen Bosnien och Hercegovina, i den nordöstra delen av landet, 110 km norr om huvudstaden Sarajevo. Jezero Hazna ligger 138 meter över havet.
Trakten runt Jezero Hazna består till största delen av jordbruksmark. Runt Jezero Hazna är det ganska tätbefolkat, med 93 invånare per kvadratkilometer.